# Lubomír Nácovský
Lubomír Nácovský (* 26. Mai 1935 in Kralupy nad Vltavou; † 10. März 1982 ebenda) war ein tschechoslowakischer Sportschütze.

## Erfolge
Lubomír Nácovský nahm an zwei Olympischen Spielen teil. Bei den Olympischen Spielen 1964 in Tokio belegte er mit der Schnellfeuerpistole mit 590 Punkten den dritten Rang hinter Pentti Linnosvuo und Ion Tripșa und gewann somit die Bronzemedaille. 1968 wurde er in Mexiko-Stadt mit 588 Punkten Siebter. Dazwischen erreichte er bei den Weltmeisterschaften 1966 in Wiesbaden mit der Großkaliberpistole den zweiten Platz im Einzel sowie den dritten Platz in der Mannschaftskonkurrenz. 1970 wurde er im Einzel in Phoenix Dritter und mit der Mannschaft Weltmeister. Ebenso wurde er Weltmeister im Mannschaftswettbewerb mit der Schnellfeuerpistole. Mit der Standardpistole holte er im Mannschaftswettbewerb Bronze. Seine letzte Medaille gewann er mit der Schnellfeuerpistolen-Mannschaft 1974 in Thun, als er Vizeweltmeister mit ihr wurde.